# Hamadryas alicia
Hamadryas alicia är en fjärilsart som beskrevs av Bates 1865. Hamadryas alicia ingår i släktet Hamadryas och familjen praktfjärilar. Inga underarter finns listade i Catalogue of Life.